# Claus Arnold (Theologe)
Claus Arnold (* 1965 in Ravensburg) ist ein deutscher katholischer Theologe und Kirchenhistoriker.

## Leben
Nach dem Abitur am Albert Einstein-Gymnasium in Ravensburg und dem Grundwehrdienst an der Schule für Feldjäger und Stabsdienst in Sonthofen studierte Claus Arnold von 1986 bis 1992 katholische Theologie an der Universität Tübingen und 1988/1989 als Visiting Student an der Universität Oxford (St Benet’s Hall). Das Cusanuswerk förderte ihn von 1988 bis 1992 als Stipendiat. Von 1992 bis 1997 war er wissenschaftlicher Mitarbeiter am Fachbereich Katholische Theologie der Johann Wolfgang Goethe-Universität Frankfurt am Main. Im Dezember 1997 schloss er das Promotionsverfahren in katholischer Theologie an der PTH Sankt Georgen (in Kooperation mit dem Fachbereich Katholische Theologie der Goethe-Universität) bei Klaus Schatz und Hubert Wolf ab. Von 1997 bis 2000 war er wissenschaftlicher Assistent am Fachbereich Katholische Theologie der Goethe-Universität. Er war von 2000 bis 2004 wissenschaftlicher Assistent am Seminar für Mittlere und Neuere Kirchengeschichte an der Universität Münster, wo er im Wintersemester 2002/03 die Habilitation im Fach Mittlere und Neuere Kirchengeschichte und die Ernennung zum Privatdozenten erhielt. Im Sommersemester 2002 war er zur Wahrnehmung eines Habilitationsabschlussstipendiums der FAZIT-Stiftung beurlaubt.
Nach einer Lehrstuhlvertretung im Wintersemester 2003/2004 an der Goethe-Universität Frankfurt am Main wurde er dort im Sommersemester 2004 Professor (C 3) für Kirchengeschichte. Seit dem Sommersemester 2014 lehrt er als Professor (W 3) für Mittlere und Neuere Kirchengeschichte/Religiöse Volkskunde an der Katholisch-Theologischen Fakultät der Johannes Gutenberg-Universität Mainz.
Seine Forschungsschwerpunkte sind die Kirchen- und Theologiegeschichte des 16. Jahrhunderts (v. a. theologische Konfessionalisierung), die Kirchen- und Theologiegeschichte des 19. und 20. Jahrhunderts (v. a. Ultramontanismus und Modernismuskrise), Bildungs- und Universitätsgeschichte, Geschichte der Römischen Kurie und die kirchliche Landesgeschichte, v. a. der Oberrheinischen Kirchenprovinz (Mainz, Rottenburg, Freiburg).
Arnold ist Vizepräsident der Gesellschaft für mittelrheinische Kirchengeschichte für das Bistum Mainz und Leiter des Instituts für Mainzer Kirchengeschichte. Von 2012 bis 2020 war er Mitglied des Fachkollegiums 107 (Theologie) der Deutschen Forschungsgemeinschaft. Er ist unter anderem Mitglied des Wissenschaftlichen Beirats der Fondazione per le Scienze Religiose (Bologna) und der Wissenschaftlichen Kommission der Kommission für Zeitgeschichte.
2022 wurde Arnold zum Mitglied der Akademie der Wissenschaften und der Literatur gewählt.

## Schriften (Auswahl)
- Katholizismus als Kulturmacht. Der Freiburger Theologe Joseph Sauer (1872–1949) und das Erbe des Franz Xaver Kraus (= Veröffentlichungen der Kommission für Zeitgeschichte, Reihe B Forschungen. Band 86). Schöningh, Paderborn 1999, ISBN 3-506-79991-6 (zugleich Dissertation, PTH Sankt Georgen 1998).
- mit Hubert Wolf (Hrsg.): Die deutschsprachigen Länder und das II. Vatikanum (= Programm und Wirkungsgeschichte des II. Vatikanums. Band 4). Schöningh, Paderborn 2000, ISBN 3-506-73764-3.
- mit Hubert Wolf (Hrsg.): Der Rheinische Reformkreis. Dokumente zu Modernismus und Reformkatholizismus in Deutschland 1942–1955. 2 Bände. Schöningh, Paderborn 2001, ISBN 3-506-79700-X.
- mit Manfred Weitlauff, Hubert Wolf (Hrsg.): Otto Weiß: Kulturen – Mentalitäten – Mythen. Zur Theologie- und Kulturgeschichte des 19. und 20. Jahrhunderts. Schöningh, Paderborn 2004, ISBN 3-506-70119-3.
- Kleine Geschichte des Modernismus. Herder, Freiburg im Breisgau  2007, ISBN 3-451-29106-1.
  - Polnisch: Mała historia modernizmu. Übersetzer Tadeusz Zatorski. Wydawnictwo WAM, Krakau 2009, ISBN 978-83-7505-159-9.
  - Tschechisch: Malé dějiny katolického modernismu. Übersetzerin Helena Medek. Vyśehrad, Prag 2014, ISBN 978-80-7429-282-8.
- Die römische Zensur der Werke Cajetans und Contarinis (1558–1601). Grenzen der theologischen Konfessionalisierung (= Römische Inquisition und Indexkongregation. Band 10). Schöningh, Paderborn 2008, ISBN 978-3-506-76437-9 (zugleich Habilitationsschrift, Münster 2003).
- mit Bernd Trocholepczy, Knut Wenzel (Hrsg.): John Henry Newman. Kirchenlehrer der Moderne. Herder, Freiburg im Breisgau 2009, ISBN 978-3-451-30301-2.
- mit Giacomo Losito (Hrsg.): La censure d’Alfred Loisy (1903). Les documents des Congrégations de l’Index et du Saint Office (= Fontes Archivi Sancti Officii Romani. Band 4). Libreria Editrice Vaticana, Vatikanstadt 2009, ISBN 88-209-8318-4.
- mit Giovanni Vian (Hrsg.): La condanna del modernismo. Documenti, interpretazioni, conseguenze (= I libri di Viella. Band 106). Viella, Rom 2010, ISBN 978-88-8334-440-4.
- mit Giacomo Losito (Hrsg.): „Lamentabili sane exitu“ (1907). Les documents préparatoires du Saint Office (= Fontes Archivi Sancti Officii Romani. Band 6). Libreria Editrice Vaticana, Vatikanstadt 2011, ISBN 978-88-209-8587-5.
- mit Johannes Wischmeyer (Hrsg.): Transnationale Dimensionen wissenschaftlicher Theologie (= Veröffentlichungen des Instituts für Europäische Geschichte Mainz. Beiheft 101). Vandenhoeck & Ruprecht, Göttingen 2013, ISBN 978-88-8334-440-4.
- (Hrsg.): Themenband. Nach dem Antimodernismus? Wege der katholischen Theologie 1918-1958 (= Rottenburger Jahrbuch. Band 32). Thorbecke, Ostfildern  2014, ISBN 3799563822.
- (Hrsg.): Peter Walter: Syngrammata. Gesammelte Schriften zu Theologie und Kirche am Mittelrhein (= Beiträge zur Mainzer Kirchengeschiche. Band 8). Echter, Würzburg 2015, ISBN 978-3-429-03815-1.
- mit Christoph Nebgen (Hrsg.): Lebensbilder aus dem Bistum Mainz. Band 1. Elf Porträts. Echter, Würzburg 2016, ISBN 978-3-934450-64-6.
- mit Christoph Nebgen (Hrsg.): Lebensbilder aus dem Bistum Mainz. Band 2. Vierzehn Porträts. Echter, Würzburg 2017, ISBN 978-3-429-04470-1.
- mit Giovanni Vian (Hrsg.): The Reception and Application of the Encyclical Pascendi. The Reports of the Diocesan Bishops and the Superiors of the Religious Orders until 1914 (= Studi di Storia. Band 3). Edizioni Ca’ Foscari, Venedig 2017, ISBN 88-6969-131-4.